# نافيساتو تيام
نافيساتو نافي تيام، لاعبة سباقات المضمار والميدان أولمبية بلجيكية، ولدت في 19 آب (أغسطس) 1994. أصبحت بطلة أولمبية بعد فوزها بالميدالية الذهبية في السباعي (ألعاب القوى) في الألعاب الأولمبية الصيفية 2016. كما أنها حطمت الرقم القياسي العالمي للناشئين خماسي السيدات في الصالات في 3 شباط (فبراير) 2013، لكن لم يتم المصادقة على رقمها الجديد بسبب عدم القيام بفحوصات تناول المنشطات في الوقت الملائم في تلك البطولة.
تيام هي من أصل سنغالي حيث والدها من السنغال ووالدتها بلجيكية، وهي عضوة في فريق RFCL أحد أهم نوادي ألعاب القوى في لييج، ويدربها روجر ليسباغنارد. ويشار إلى أنها أتمت دراسة الجغرافيا في جامعة لييج

## مسيرتها

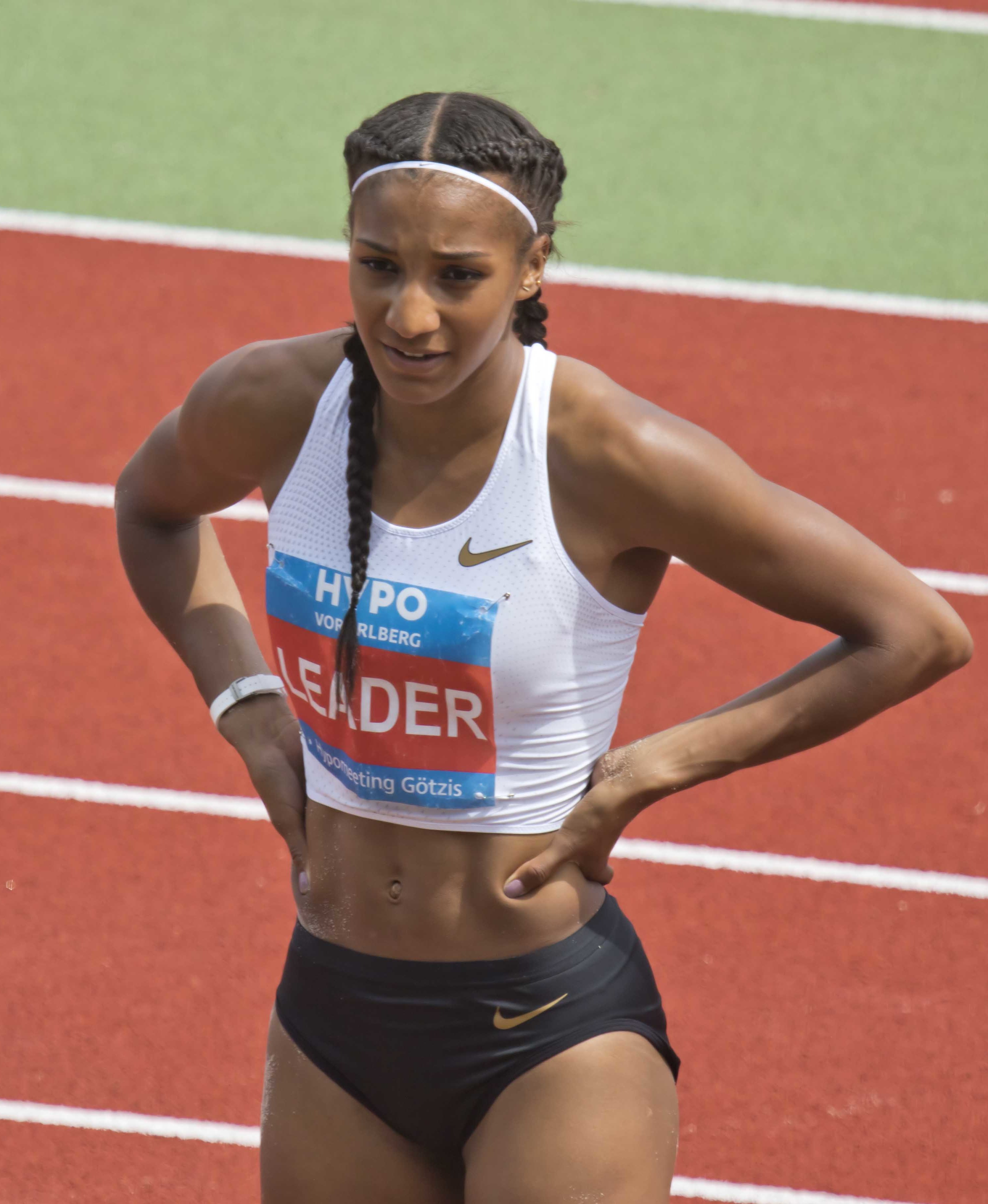
نافيساتو نافي تيام، 2018.

بدأت نافيساتو ممارسة ألعاب القوى عندما كانت في السابعة من عمرها. فازت بأول ألقابها الوطنية عام 2009، عمدما كا
في رياضة السباعي. أما لاعبتها المفضلة فكانت كارولينا كلوفت.
في بطولة العالم للشباب لألعاب القوى 2011 التي أقيمت في مدينة ليل في فرنسا، أنهت المنافسة في المركز الرابع في سباق السباعي بمجموع 5366 نقطة. كما حلّت في المركز الرابع عشر في بطولة العالم للناشئين لألعاب القوى 2012 في سباق السباعي.
في 3 شباط (فبراير) 2013، حطمت نافيساتو الرقم القياسي العالمي للناشئين في الصالات في سباق الخماسي فب البطولة التي أقيمت في غنت. كانت كارولينا كلوفت التي أصبحت بطلة أولمبية وبطلة العالم ثلاث مرات هي حاملة الرقم القياسي منذ 2002 برصيد 4535 نقطة. ما نافيساتو فقد حصلت على 4558 نقطة. وهي أول رياضيّة بلجيكية تحطم الرقم القياسي العالمي. 
في آذار (مارس) 2013، لم يتم الموافقة على الرقم القياسي بسبب عدم وجود مراقبة للمنشطات في اليوم الذي حققت الرقم فيه، بل تم إجراء فحص الأنشطة في اليوم التالي بعد الموعد المحدد.
في 18 تموز (يوليو) 2013، فازت نافيساتو بميدالية ذهبية في سباق السباعي في [[بطولة أوروبا لألعاب القوى للناشئين، وحققت رقماً قياسياً بلجيكياً جديداً برصيد 6298 نقطة. في 13 آب (أغسطس) 2016، فازت نافيساتو بميدالية سباق الخماسي سيدات في أولمبياد ريو دي جانيرو.

## روابط خارجية
- نافيساتو تيام على موقع الاتحاد الدولي لألعاب القوى (الإنجليزية)
- نافيساتو تيام على موقع الاتحاد الأوروبي لألعاب القوى (الإنجليزية)
- نافيساتو تيام على موقع الدوري الماسي (الإنجليزية)
- نافيساتو تيام على موقع اللجنة الأولمبية الدولية (الإنجليزية)
- نافيساتو تيام على موقع أوليمبيديا (الإنجليزية)
- نافيساتو تيام على موقع اللجنة الأولمبية البلجيكية (الهولندية)